# Maulisia argipalla
Maulisia argipalla är en fiskart som beskrevs av Matsui och Rosenblatt, 1979. Maulisia argipalla ingår i släktet Maulisia och familjen Platytroctidae. Inga underarter finns listade i Catalogue of Life.